# Crobylostenus
Crobylostenus is een geslacht van rechtvleugeligen uit de familie veldsprinkhanen (Acrididae). De wetenschappelijke naam van dit geslacht is voor het eerst geldig gepubliceerd in 1929 door Ramme.

## Soorten
Het geslacht Crobylostenus omvat de volgende soorten:
- Crobylostenus indecisus Bolívar, 1912
- Crobylostenus pudicus Uvarov, 1953